# Mellan två valser
Mellan två valser är en amerikansk film från 1938 i regi av Anatole Litvak. Filmen handlar om tre systrar och utspelar sig på amerikanska västkusten i USA under 1900-talets början.

## Rollista
- Errol Flynn - Frank Medlin
- Bette Davis - Louise Elliott
- Anita Louise - Helen Elliott
- Ian Hunter - William Benson
- Donald Crisp - Tim Hazelton
- Beulah Bondi - Rose Elliott
- Jane Bryan - Grace Elliott
- Alan Hale - Sam Johnson
- Henry Travers - Ned Elliott
- Patric Knowles - Norman French
- Lee Patrick - Flora Gibbon
- Harry Davenport - Doc Moore